# Bestia z Wolfsberga
Bestia z Wolfsberga (ang. The Boy Who Cried Werewolf) – amerykańsko-kanadyjski film fabularny z 2010 roku w reżyserii Erica Brossa. Światowa premiera filmu odbyła się 23 października 2010 roku na amerykańskim Nickelodeon, w Polsce odbyła się 30 października 2011 roku na kanale Nickelodeon Polska. Film był również wyświetlany w TV Puls 1 listopada 2012 roku. Zdjęcia do filmu kręcono w Vancouver, Kolumbii Brytyjskiej i w Kanadzie. Film wyprodukowany przez Pacific Bay Entertainment.

## Fabuła
Jordan wraz z bratem Hunterem i ojcem mieszkają w małym domku. Pewnego dnia Hunter znajduje pod drzwiami paczkę z testamentem krewnego z Rumunii. Rodzina udaje się w podróż w celu sprzedania zamku, który jest również objęty testamentem. W mieście Hunter spotyka mężczyznę, który opowiada mu miejską legendę o wilkołakach i wampirach.

## Obsada
- Victoria Justice jako Jordan Sands
- Chase Ellison jako Hunter Sands
- Matt Winston jako David Sands
- Brooke D’Orsay jako Paulina
- Brooke Shields jako Madame Varcolac
- Steven Grayhm jako Goran
- Valerie Tian jako Debbie
- Ben Cotton jako taksówkarz
- Cainan Wiebe jako Rob
- Christie Laing jako Tiffany
- Andrea Brooks jako Ashley Edwards
- Kerry James jako Cort

i inni

## Wersja polska
Wersja polska: na zlecenie Nickelodeon Polska –Master Film

Dialogi i reżyseria: Dariusz Dunowski

Dźwięk i montaż: Aneta Michalczyk-Falana

Kierownictwo produkcji: Romuald Cieślak

Nadzór merytoryczny: Aleksandra Dobrowolska, Katarzyna Dryńska

W polskiej wersji wystąpili:
- Angelika Kurowska – Jordan
- Łukasz Simlat – David
- Olga Sawicka – Madame Varcolac
- Katarzyna Maria Zielińska – Paulina
- Paweł Tomaszewski – Goran
- Jan Piotrowski – Hunter
- Marcin Turski – Richard
- Piotr Janusz – Rob
- Aleksandra Popławska – Jacklyn
- Lech Łotocki – Stanislavsky
- Michał Sitarski – Taksówkarz
- Grzegorz Falkowski – Destruktor-Fan
- Janusz Stolarski – Bestio-Chwalca
- Anna Gajewska – Mama
- Anna Gorajska – Debbie
- Natalia Rybicka – KC
- Marta Chyczewska – Ashley
- Honorata Witańska – Tiffany
- Grzegorz Daukszewicz – Cort
- Stefan Pawłowski – Komputer

Lektor: Janusz Szydłowski